# Walter Soomer
Walter Soomer (Liegnitz, Prússia, 1878 - ?) fou un cantant alemany de la tessitura de baix. Cursà la carrera a Breslau, distingint-se com a baix-cantant en les obres wagnerianes. Va actuar a Bayreuth moltes temporades i als principals teatres d'Alemanya i Estats Units.